# The Strand Magazine

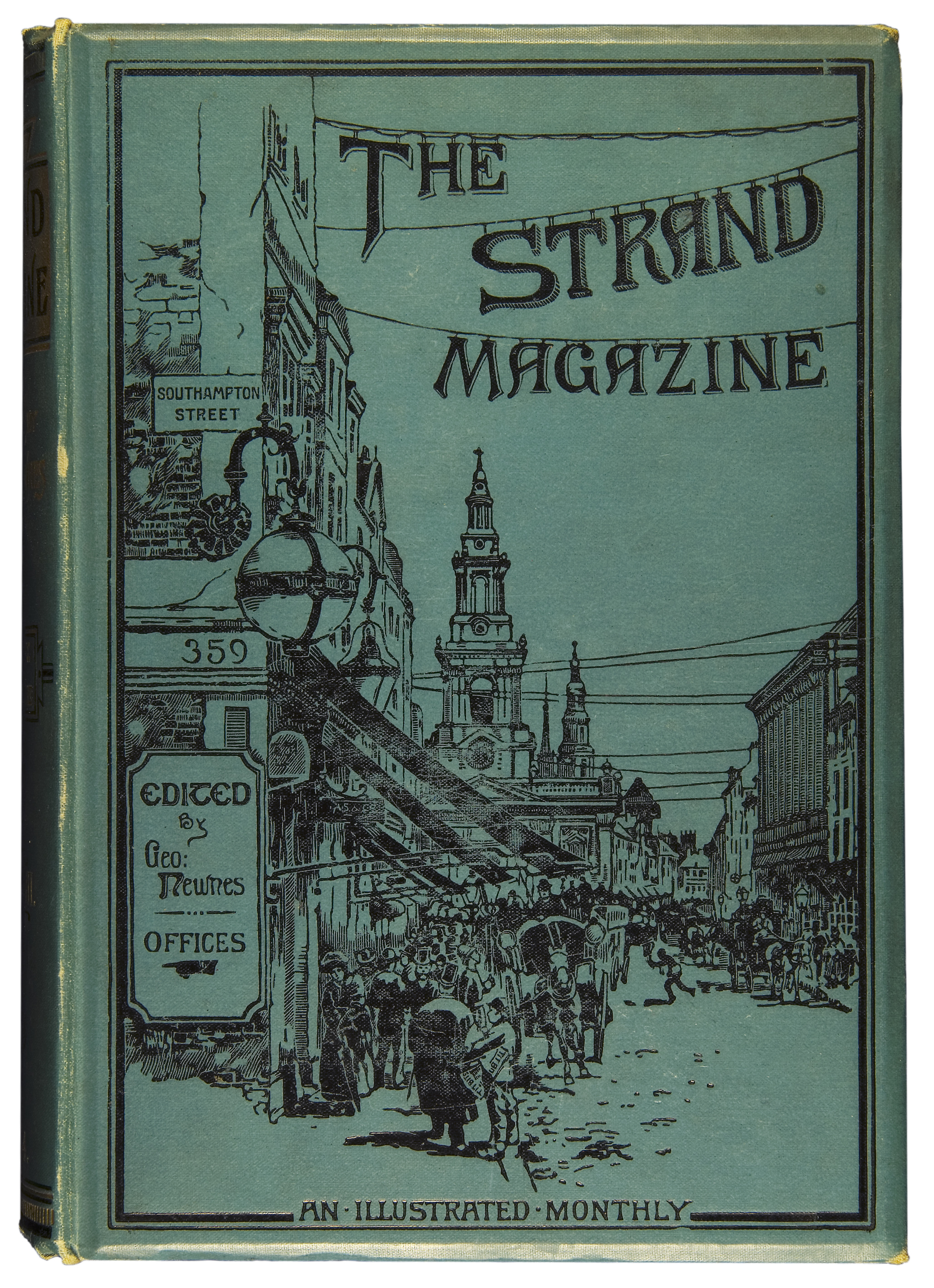
Copertina di The Strand Magazine del volume "Jan. to June" 1894, disegno di George Charles Haité

The Strand Magazine: an illustrated monthly è stata una rivista letteraria fondata da George Newnes e pubblicata a Londra, con periodicità mensile, dal 1891 al 1950.

## Storia
The Strand Magazine è stato pubblicato mensilmente dal gennaio 1891 (il primo numero tuttavia era in vendita già prima del Natale 1890) al marzo 1950, per un totale di 711 numeri. Fin dal primo numero il mensile era alto 28 cm; a partire dall'ottobre del 1941 fu adottato il formato più piccolo noto come digest size. Sul frontespizio del primo volume di ogni anno compariva la scritta: "Jan. to June"; sul frontespizio del secondo volume compariva la scritta: "July to Dec." La copertina presentava un'illustrazione di George Charles Haité (1855–1924) rappresentante Burleigh Street, la strada dove aveva sede la rivista, con sullo sfondo la chiesa St Mary-le-Strand e il titolo appeso ai fili del telegrafo. La targa stradale "Burleigh Street" fu cambiata in "Southampton Street", strada adiacente alla prima, quando la sede originaria fu spostata.
The Strand Magazine divenne immediatamente popolare e la vendita del primo numero fu di circa 300 000 copie; attorno agli anni trenta del '900 la tiratura si stabilizzò a circa 500 000 copie.  Il contenuto di ciascun numero era un insieme di racconti e articoli di interesse generale. Sulla rivista apparvero i racconti di Arthur Conan Doyle aventi per protagonista Sherlock Holmes, quelli aventi per protagonista il ladro A. J. Raffles, numerosi racconti di Grant Allen, Margery Allingham, J. E. Preston Muddock, H.G. Wells, E.C. Bentley, Agatha Christie, Mary Angela Dickens, C.B. Fry, Walter Goodman, E. Nesbit, W.W. Jacobs, Rudyard Kipling, Arthur Morrison, Dorothy L. Sayers, Georges Simenon, Edgar Wallace, Max Beerbohm, P. G. Wodehouse, Dornford Yates e Winston Churchill. Apparve perfino un racconto per bambini della regina Vittoria. Cessò le pubblicazioni col numero di marzo 1950 a causa della diminuzione delle vendite e dell'aumento dei costi.